# Illa Pourquoi Pas
L'illa Pourquoi Pas o illa Pourquois-pas (castellà: isla Pourquoi Pas o isla Pourquois-pas, anglès: Pourquoi Pas Island) és una illa de l'Antàrtida, situada al front de la costa occidental respecte de la costa Fallières, a la península Antàrtica.

## Geografia
És una illa alta i muntanyosa. Fa 27 quilòmetres de longitud de la part del sud-oest a la del nord-est, i entre 8 i 18 quilòmetres d'amplitud. S'ubica entre el fiord Bigourdan i el fiord Bourgeois, a l'extrem nord-est de la badia de Margarita, i entre l'Illa Adelaida i la Terra de Graham. L'illa en qüestió generalment és coberta de neu. Està separada de l'illa Blaiklock pel Canal Angosto, també anomenat el Paso La Angostura.

## Història i toponímia
Va ser descoberta per la Quarta Expedició Antàrtica Francesa sota el comandament de Jean-Baptiste Charcot, entre el 1908 i el 1910, tot i que inicialment no va ser considerada una illa. Amb tot, va ser cartografiada amb major precisió i identificada com a illa per l'Expedició Britànica a la Terra de Graham sota la direcció de John Riddoch Rymill, entre el 1934 i el 1937. Va ser Rymill qui la va anomenar en homenatge al vaixell de l'expedició, el Pourquoi-Pas (lit. ‘Per què no?’). Ha estat cartografiada per individus de diverses nacionalitats: francesos, britànics, argentins, xilens i soviètics.

## Reclamacions territorials
L'Argentina inclou l'illa en el departament Antàrtida Argentina, dins de la província de Terra del Foc, Antàrtida i Illes de l'Atlàntic Sud, amb el nom d'Isla Pourquois-pas. En canvi, segons Xile, la Isla Pourquoi Pas forma part de la província Antàrtica Xilena, dins de la Regió de Magallanes i de l'Antàrtica Xilena. Finalment, el Regne Unit considera que la Pourquoi Pas Island pertany al Territori Antàrtic Britànic. Les tres reclamacions estan subjectes a les disposicions del Tractat Antàrtic.